# Scylaceus
Scylaceus és un gènere d'aranyes araneomorfes de la subfamília dels erigonins, dins de la família Linyphiidae. Es poden trobar als Estats Units i el Canadà.
Fou descrit per primera vegada per S. C. Bishop i C. R. Crosby l'any 1938.

## Llista d'espècies
Segons The World Spider Catalog 12.0:
- Scylaceus pallidus (Emerton, 1882) (Espècie tipus)
- Scylaceus selma (Chamberlin, 1949)